# Ик
Ик (Голям Ик, на башкирски: Ык) е река в Европейска Русия, протичаща през Република Башкортостан, Оренбургска област и Република Татарстан, ляв приток на Кама. Дължината ѝ е 571 km, която ѝ отрежда 152 място по дължина сред реките на Русия.
Река Ик води началото си от централната част на Бугулминско-Белебеевското възвишение, на 340 m н.в., на 1 km североизточно от село Ик Вершине, Белебеевски район на Република Башкортостан. Първите около 40 km тече на югозапад, след което постепенно завива на запад и север-северозапад и служи за граница между Република Башкортостан и Оренбургска област. В целия този участък реката протича в сравнително тясна долина през северните части на Бугулминско-Белебеевското възвишение. След село Нагайбаково, Република Башкортостан излиза от възвишението и протича вече само по територията на Република Татарстан, като тук долината ѝ става широка, с обширна заливна тераса, по която меандрира. Влива се от юг в Нижнекамското водохранилище на река Кама на 58 m н.в. северно от село Бикбулово, Република Башкортостан. Преди изграждането на Нижнекамското водохранилище река Ик се е вливала в Кама при нейния 118 km, на близо 30 km на северозапад, в близост до град Мензелинск. При високи води на Нижнекамското водохранилище (кота преливник) устието на реката се залива на близо 40 km нагоре по течението ѝ чак до село Тогашево.
Водосборният басейн на Ик обхваща площ от 18 100 km2, което представлява 3,57% от водосборния басейн на река Кама. Във водосборния басейн на реката попадат части от териториите на Република Башкортостан, Оренбургска област и Република Татарстан.
Границите на водосборния басейн на реката са следните:
- на изток – водосборните басейни на реките Дьома, Чермасан и Сюн, леви притоци на Белая;
- на югозапад – водосборния басейн на река Самара, ляв приток на Волга;
- на запад – водосборния басейн на река Зай, ляв приток на Кама.

Река Ик получава множество притоци, но само 2 от тях са с дължина над 100 km:
- 342 ← Усен 147 / 2460, при село Какрибашево, Република Башкортостан
- 81 → Мензеля 159 / 2120, при град Мензелинск, Република Татарстан. Сега реката се влива в Нижнекамското водохранилище и не е приток на Ик.

Подхранването на Ик е предимно снегово и в по-малък процент дъждовно и подземно. Среден годишен отток при село Нагайбаково, Република Башкортостан 45,5 m3/s. Замръзва през втората половина на ноември, а се размразява в средата на април.
По течинето на реката са разположени град Октябърски в Република Башкортостан, посьолок Урусу, село Муслюмово (районен център) и град Мензелинск в Република Татарстан.
Основно водите на река Ик се използват за напояване на хилядите хектари зеленчукови градини в нейната долина и ограничено количество за водоснабдяване. По течението на реката са изградени две малки водохранилища – в района на град Октябърски, Република Башкортостан и село Тумутук, Република Татарстан. В долината на реката, в Муслюмовски и Азнакаевски райони на Република Татарстан са добиват големи количества нефт. Река Ик е плавателна по време на пълноводие на 100 km от устието си.